# Árpád Bitay
Árpád Bitay (n. 20 iulie 1896, Budapesta, Austro-Ungaria – d. 30 noiembrie 1937, Alba Iulia, Alba, România) a fost un istoric literar și traducător maghiar din România. Este tatăl istoricului cultural Ilona Bitay.

## Biografie
A urmat studii secundare la liceele din Cluj, Brașov și Alba Iulia (1907–1915), apoi a luptat în Primul Război Mondial pe frontul italian și a avansat până la gradul de locotenent. După război a studiat dreptul la Debrețin și a absolvit apoi, în 1923, studii de istorie și de limba română la Universitatea Regele Ferdinand I din Cluj. În perioada 1920–1921 a predat la Liceul de fete „Marianum” din Cluj.
A fost un cercetător al relațiilor culturale româno-maghiare și a elaborat studii, note și traduceri. Volumele A román irodalomtörténet összefoglaló áttekintése („Compendiu recapitulativ al istoriei literaturii române”, Alba Iulia, 1922) și Rövid román nyelvtano („Scurtă gramatică a limbii române”, Cluj, 1923) sunt lucrări deschizătoare de drumuri care i-au familiarizat pe intelectualii maghiari cu limba și literatura română. La invitația savantului român Nicolae Iorga profesorul Bitay a ținut timp de 15 ani (1923–1937) conferințe despre istoria Ungariei, istoria literaturii maghiare și relațiile culturale româno–maghiare la universitatea liberă de vară de la Vălenii de Munte.
În perioada 1925–1927 a fost directorul Departamentului de Educație al Statusului Romano-Catolic din Transilvania. Începând din 1927 a studiat romanistica, timp de un și jumătate, la universitățile din Berlin și Leipzig. Din 1929 a predat limba și literatura română, limba latină și limba germană la Institutul teologic romano-catolic din Alba Iulia.
În guvernul Nicolae Iorga, format în 1931, profesorul Bitay a fost șeful secției maghiare din Secretariatul de Stat pentru Minorități de pe lângă Biroul Primului Ministru. În această calitate a reușit să rezolve, până la demisia guvernului în 1932, situația invalizilor de război maghiari, să recunoască diplomele emise înainte de 1918 și să recupereze drepturile Liceului romano-catolic din Arad. În 1933 a devenit viceprimar al orașului Alba Iulia.

## Activitatea culturală
Bitay a fost membru al mai multor societăți culturale maghiare din Transilvania: Erdélyi Irodalmi Társaság, Kemény Zsigmond Társaság, Magyar Irodalomtörténeti Intézet și Erdélyi Katolikus Akadémia. A colaborat constant în presa culturală maghiară din România: Ellenzék, Erdélyi Irodalmi Szemle, Erdélyi Múzeum, Magyar Kisebbség, Pásztortűz, precum și în revista cvadrilingvă clujeană Cultura.
A tradus și popularizat în limba maghiară operele literare ale scriitorilor români Vasile Alecsandri, I.L. Caragiale, Ion Creangă, Barbu Delavrancea și Emil Isac și i-a făcut cunoscuți intelectualilor români pe marii oameni de cultură maghiari (István Széchenyi, Mihály Vörösmarty, Sándor Petőfi, János Arany, Imre Madach, Balázs Orbán, Franz Liszt). A tradus în limba română mai multe opere literare maghiare scrise de Géza Gárdonyi, Mór Jókai, Kálmán Mikszáth și Ede Szigligeti, precum și studiile Mauriciu Jókai (Cluj, 1925) și Istoria limbii și literaturii maghiare (Cluj, 1934) ale profesorului György Kristóf.
A scris o serie de articole și lucrări științifice și a ținut conferințe în aproape fiecare oraș din Transilvania. A alcătuit, de asemenea, culegerea Műfordítások román költőkből („Traduceri literare din poeți români”, Cluj, 1928), care cuprinde 72 de poezii românești scrise de 24 de poeți și traduse de 16 traducători.

## Lucrări
- A román irodalomtörténet összefoglaló áttekintése [„Compendiu recapitulativ al istoriei literaturii române”], Alba Iulia, 1922
- Rövid román nyelvtan, különös tekintettel a hangváltozásokra [„Scurtă gramatică a limbii române, cu o atenție deosebită la schimbările sunetelor”], Marianum, Cluj, 1923
- Istoria literaturii române, Cluj, 1924
- Az erdélyi románok a protestáns fejedelmek alatt [„Românii transilvăneni sub principii reformați”], Târnăveni, 1925
- Gyulafehérvár Erdély művelődéstörténetében [„Alba Iulia în istoria culturală a Transilvaniei”], Cluj, 1926
- Erdély jeles katholikus papjai [„Preoți catolici de seamă ai Transilvaniei”], Bonaventura Ny., Cluj, 1926 (A Katholikus Világ könyvei)
- A moldvai magyarság [„Maghiarii din Moldova”], Cluj, 1926
- Az Erdélyi Róm. Kath. Status gyulafehérvári „Majláth” főgimnáziumának megalakulása [„Fondarea liceului superior „Majláth” din Alba Iulia al Statusului”], Arad, 1930
- Az Alba Iulia-i római katholikus székesegyház és környéke [„Catedrala romano-catolică din Alba Iulia și împrejurimile sale”], Alba Iulia, 1936
- articole publicate în Ellenzék [„Opoziția”], Erdélyi Irodalmi Szemle [„Monitorul literar al Transilvaniei”], Erdélyi Múzeum [„Muzeul Transilvănean”], Magyar Kisebbség [„Minoritatea maghiară”] și Pásztortűz [„Focul păstorilor”].

### Studii literare
- „Mauriciu Jókai”, în Adevărul Literar, 22 februarie 1925;
- „Jókai és a bukaresti magyarság” [„Jókai și maghiarii din București”], în Pásztortűz, 1925.

## Traduceri
- (în română) scrierile lui Géza Gárdonyi, Mór Jókai, Kálmán Mikszáth și Ede Szigligeti
- (în maghiară) scrierile lui Vasile Alecsandri, Ion Creangă, Emil Isac,  Nicolae Iorga, Ion Luca Caragiale, Barbu Ștefănescu Delavrancea
- povestirile lui Mark Twain